# 山本直三郎
山本 直三郎（やまもと なおさぶろう、1869年（明治2年）- 1944年（昭和19年）9月30日）は、日本の土木技術者。

## 経歴
明治2年兵庫県生まれ。
1892年（明治25年）に内匠寮雇となり、1898年（明治31年）からは内匠寮技手となる。同年東宮御所御造営局技手を兼任。現業課に勤務。1901年（明治34年）から翌年にかけて米国に出張。同年片山東熊に随行し渡欧した。
1903年（明治36年）からは内匠寮技師となり、御造営局御用掛を兼務。1912年（明治45年）の大日山水源池聊筒所の工事や1914年（大正3年）の武庫離宮土木工事の設計、監督などを担当。1921年（大正10年）退官した。
1944年9月30日没。行年75歳。墓所は青山霊園1-ロ6-9。戒名は凌雲院直心完道居士。

## 論稿
- 建築雑誌 47(576), 1373-1406, 1933年10月
- 英國に於ける住居問題 建築雑誌 33(386), 94-95, 1919年2月
- 片山博士を弔ふ 建築雑誌 31(372), 1-22, 1917年12月
- 五萬弗ノ唐戸 建築雑誌 6(69), 276, 1892年9月